# Otus rufescens
El autillo rojizo o autillo rufo (Otus rufescens) es una especie de ave estrigiforme de la familia Strigidae encontrada en el sureste de Asia.

## Subespecies
Se reconocen dos subespecies:
- Otus rufescens malayensis Hachisuka, 1934– el sur de Tailandia peninsular y la península de Malaca.
- Otus rufescens rufescens (Horsfield, 1821)– Sumatra, Bangka, Java y Borneo.